# Silvis
Silvis est une ville de l'Illinois, dans le comté de Rock Island, aux États-Unis. Sa population s’élevait à 7 479 habitants lors du recensement de 2010, estimée à 7 586 habitants en 2016.

## Sport
Le tournoi de golf du PGA Tour John Deere Classic se tient sur le parcours du TPC at Deere Run, situé à Silvis.